# Joseph Mendes
Pour les articles homonymes, voir Mendes.
Joseph Mendes, né le 30 mars 1991 à Évreux, est un footballeur international bissaoguinéen qui joue au poste d'attaquant au Dijon FCO.

## Biographie
Il est originaire du Sénégal et de la Guinée-Bissau.

### Carrière en club
Après deux années difficiles au Reading FC, Joseph Mendes revient en France et s'engage avec l'AC Ajaccio le 2 juillet 2018.